# Neil Larsen
Neil Larsen (7 de agosto de 1948) es un teclista de jazz, arreglista y compositor estadounidense. Nació en Cleveland, Ohio, y creció en Sarasota, Florida, antes de trasladarse a Nueva York y, posteriormente, en 1977, a Los Ángeles.

## Primeros años
Larsen nació en Cleveland, Ohio, y creció en Sarasota, Florida. Aprendió a tocar el piano y se inspiró en los artistas de jazz John Coltrane, Miles Davis y el Modern Jazz Quartet, así como en el rock contemporáneo.
En 1969, fue reclutado para servir en el ejército durante la Guerra de Vietnam. Durante su estancia en Vietnam, trabajó como director de banda, coordinando el entretenimiento musical para el personal de las fuerzas armadas estadounidenses. Tras su licenciamiento, se trasladó a Nueva York para trabajar como músico.

## Carrera
Durante su estancia en Nueva York a principios de la década de 1970, Larsen escribió jingles para la televisión y tocó en sesiones para varios artistas. Formó el grupo Full Moon con el guitarrista de jazz Buzz Feiten, y su álbum de debut autotitulado se publicó en 1972. Larson fue brevemente miembro de los Soul Survivors. Colaboró como teclista, escritor y arreglista en su álbum autotitulado de 1974 en el sello TSOP. Comenzó a hacer giras como miembro de la banda de Gregg Allman en 1975.
En 1977, Larsen se trasladó a Los Ángeles, donde tocó en sesiones de productores como Tommy LiPuma, Russ Titelman y Herb Alpert. Estos proyectos llevaron a Larsen a firmar con la compañía discográfica de Alpert, A&M Records, para la que grabó en el sello Horizon. El primer álbum de Larsen, Jungle Fever, se publicó en septiembre de 1978. Larsen realizó una gira por Estados Unidos para apoyar el lanzamiento con una banda que incluía a Feiten.
La canción que da título a su segundo álbum, High Gear, fue nominada en 1980 al Premio Grammy a la mejor interpretación instrumental de rock. El álbum alcanzó el número 153 en la lista Billboard Top LPs & Tape de Estados Unidos y contó con la colaboración musical de Feiten, Michael Brecker, Steve Gadd y Paulinho da Costa.
Larsen siguió colaborando con Feiten en los grupos de fusión jazz-rock Larsen Facts Band y Larsen-Feiten Band. Esta última publicó The Larsen-Feiten Band en 1980 en Warner Bros. Records. También ha grabado y realizado giras con el guitarrista Robben Ford, que colaboró en el álbum Orbit de Larsen de 2007.
Sus composiciones también han sido grabadas por George Benson y Gregg Allman, entre otros. Larsen participó en las sesiones de la Rubberband de Miles Davis en 1985-86. Su canción "Carnival" fue adaptada posteriormente por Davis en la pieza "Carnival Time".
Larsen ha trabajado como músico de sesión para muchos artistas de rock, como Rickie Lee Jones, George Harrison, Kenny Loggins y Don McLean. Fue pianista y arreglista musical de la serie de televisión de 20th Century Fox Boston Legal, y director musical del cantante de jazz Al Jarreau.
A partir de 2008, realizó giras y grabaciones como miembro de la banda de Leonard Cohen. Larsen actuó en el álbum Old Ideas de Cohen y en la última gira mundial del cantante, en 2012-13. Cohen le presentaba regularmente en el escenario como "el principal exponente actual del órgano Hammond B-3".

## Discografía
- 1972: Full Moon (Douglas/Epic)
- 1978: Jungle Fever (Horizon/A&M)
- 1979: High Gear (Horizon/A&M)
- 1980: Larsen-Feiten Band (Warner Bros.)
- 1982: Full Moon Featuring Neil Larsen & Buzz Feiten (Warner Bros.)
- 1987: Through Any Window (MCA)
- 1989: Smooth Talk (MCA)
- 2002: Full Moon Live (Dreamsville [Japón])
- 2007: Orbit (Straight Ahead)
- 2015: Forlana (Portico Records)